# Museo de los Vestigios de la Guerra de Vietnam
El Museo de los Vestigios de la Guerra (en vietnamita: Bảo tàng chứng tích chiến tranh) es un museo situado en la calle Vo Van Tan de la ciudad Ho Chi Minh, en Vietnam. Su objetivo es mostrar al mundo el resultado de la ocupación estadounidense y de ese periodo de la historia.

## Historia
Operado por el gobierno de la ciudad de Ho Chi Minh, una versión anterior de este museo se inauguró el 4 de septiembre de 1975 como la Casa de Exhibiciones para los Crímenes de Títeres y Estados Unidos  ( vietnamita : Nhà trưng bày tội ác Mỹ-ngụy ). Estaba ubicado en el antiguo edificio de la Agencia de Información de los Estados Unidos . La exposición no fue la primera de este tipo para el lado norvietnamita, sino que siguió una tradición de tales exposiciones que exponen los crímenes de guerra, primero los de los franceses y luego los de los estadounidenses, que habían operado en el país ya en 1954. 

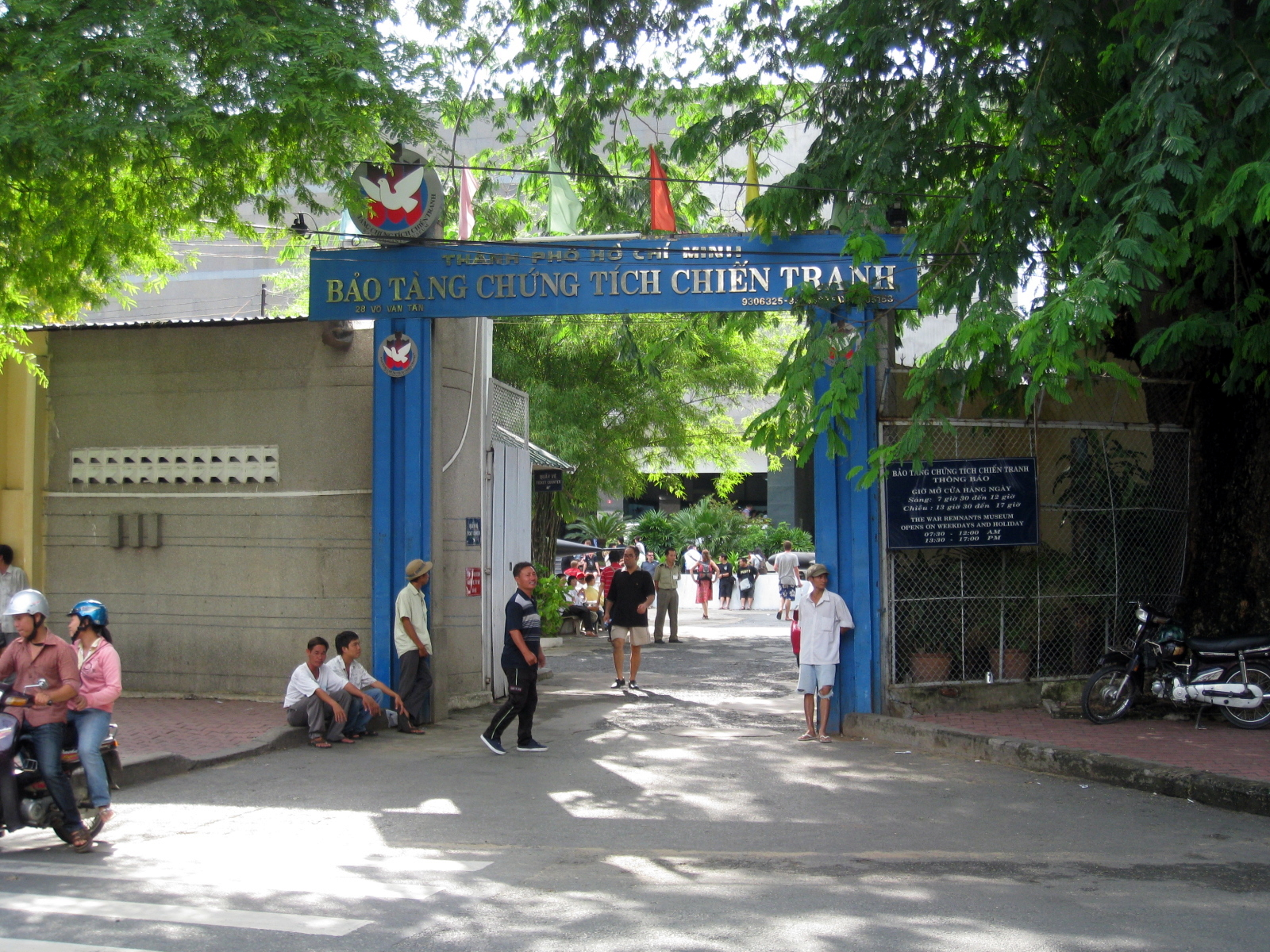
Entrada del Museo de los Vestigios de la Guerra

En 1990, el nombre fue cambiado a Casa de Exhibición de Crímenes de Guerra y Agresión ( Nhà trưng bày tội ác chiến tranh xâm lược ), dejando caer tanto "EE.UU." y "Marioneta".  En 1995, tras la normalización de las relaciones diplomáticas con Estados Unidos y el fin del embargo estadounidense un año antes, las referencias a "crímenes de guerra" y "agresión" también se eliminaron del título del museo; se convirtió en el Museo de Restos de Guerra.